# Senecio ovatus
Senecio ovatus — вид квіткових рослин з родини айстрових (Asteraceae).

## Біоморфологічна характеристика
Трав'яниста кореневищна багаторічна рослина. Стебла прямі, голі чи запушені, 40–100(150) см заввишки, повні, рівномірно облистнені, у верхній частині рясно гіллясті, зелені, часто темно-пурпурові здуті. Листки в нижній частині стебла після цвітіння відмерлі, в середній частині найбільші, у верхній частині поступово зменшуються, темно-зелені, голі, рівномірно зубчасті. Найбільше стеблове листя 10–20 см завдовжки, 2–4 см завширшки. Квіткові голови численні, в зонтикоподібній волоті, діаметром 2.5–3 см. Язичкові квітки в кількості 4–5(6), із золотисто-жовтими язичками, трубчастих квіток 8–14. Сім'янка гладка, приблизно 4 мм завдовжки, з жовтувато-білим пушком приблизно 10 мм завдовжки. 2n = 40.

## Поширення
Вид росте в Євразії: Албанія, Австрія, Ліхтенштейн, Люксембург, Бельгія, Болгарія, Чехія, Словаччина, Франція, Німеччина, Велика Британія, Греція, Угорщина, Італія, Нідерланди, Польща, Румунія, Швейцарія, Україна, Боснія і Герцеговина, Чорногорія, Хорватія, Македонія, Словенія, Сербія.

## Галерея

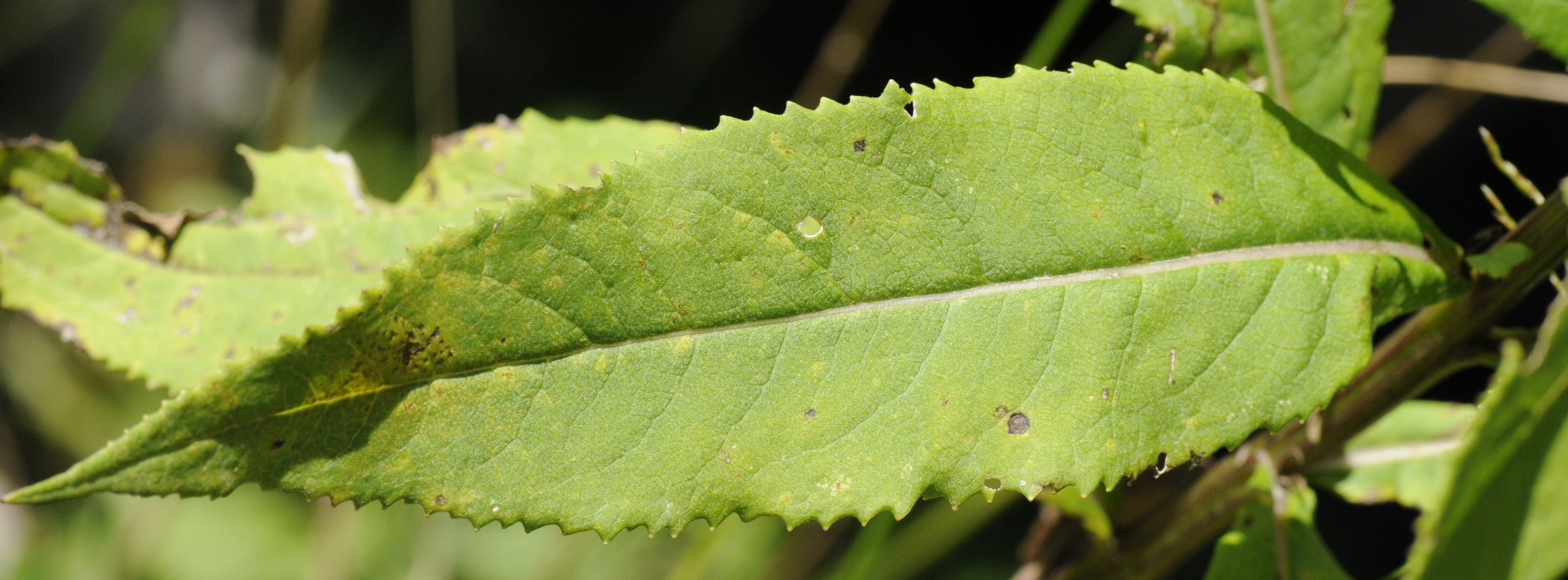
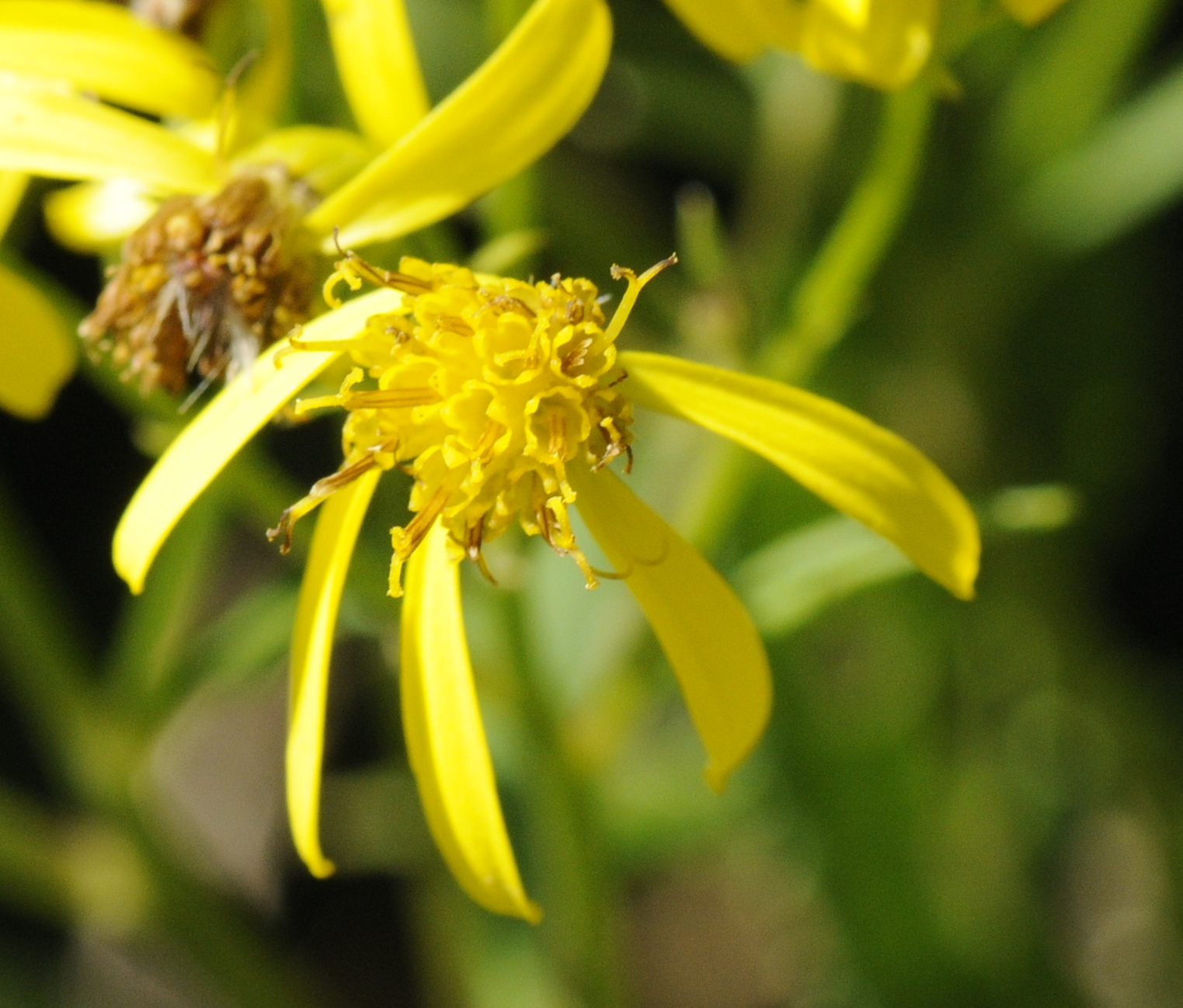
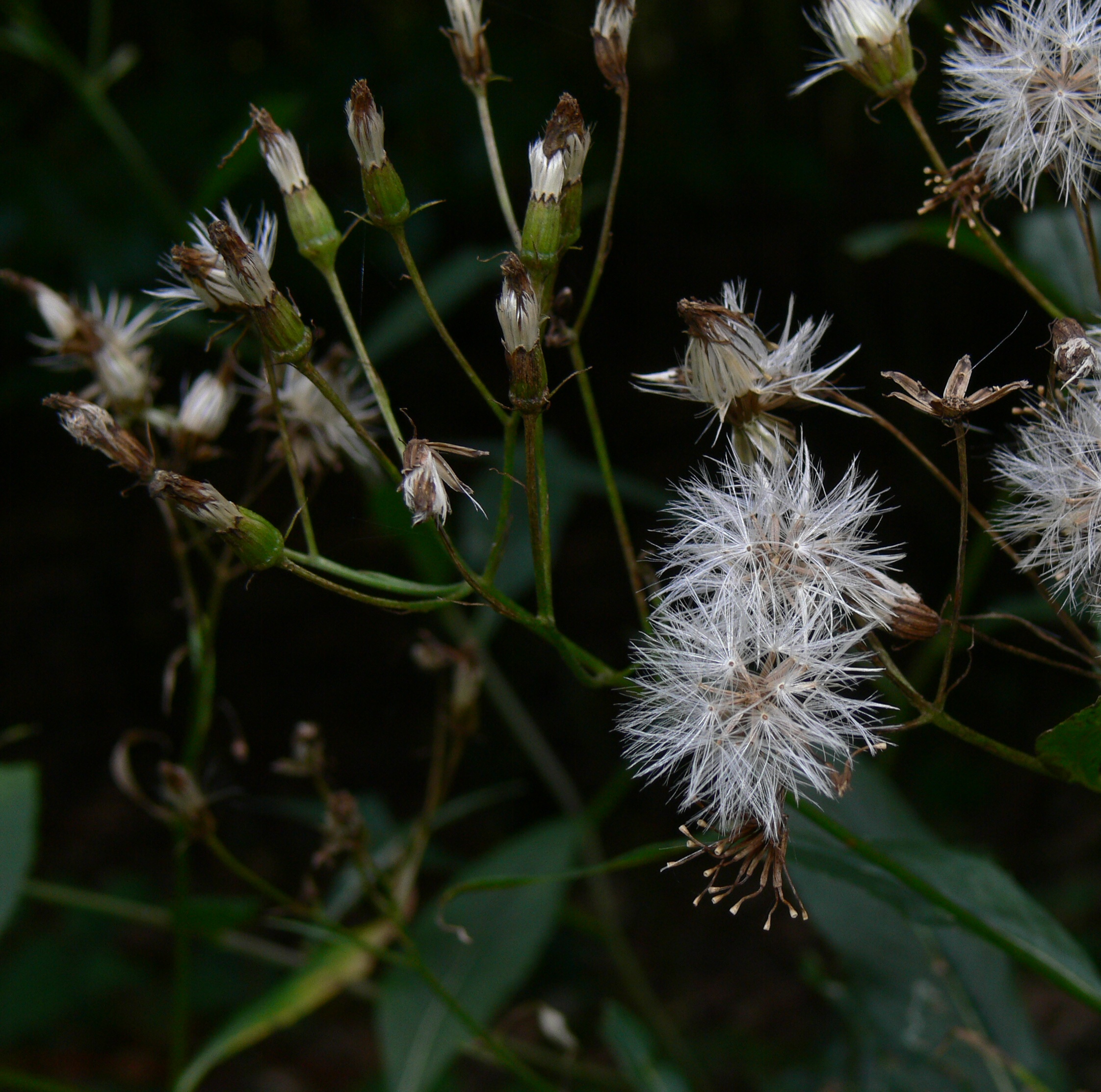